# Саат, Берен
Бере́н Саа́т (тур. Beren Saat; род. 26 февраля 1984 года, Анкара, Турция) — турецкая киноактриса. Мировую известность приобрела после роли Бихтер Йореоглу в остросюжетном сериале «Запретная любовь» и роли Кёсем-султан в исторической драме «Великолепный век. Империя Кёсем».

## Биография
Родилась 26 февраля 1984 года в Анкаре: отец — Хюсейн — футболист, мать — Айла — учительница. Есть старший брат Джем (1979 г.р).
Берен обучалась в Высшем Колледже TED Анкары, после окончания которого поступила по специальности «менеджмент» в анкарский университет Bilkent.
Берен увлекается вокалом, владеет испанским и английским языками.

## Карьера
Будучи студенткой, Берен начала участвовать в соревнованиях между начинающими актёрами. Победив на одном из таких конкурсов, проводившемся Tomris Giritlioğlu’nun brother, Берен получила свою дебютную роль на турецком телевидении. После последовали главные роли в различных телесериалах. 
Настоящий успех пришёл к Берен после исполнения роли Бихтер в сериале «Запретная любовь». Сериал рассказывает о запретной любви двух молодых людей — Бихтер и Бехлюля (Кыванч Татлытуг). Роль Бихтер принесла актрисе одну из самых престижных наград Турции «Золотая бабочка» в 2009 и 2010 годах. Носит звание «Алмаз Турции».
Далее последовала роль в сериале «В чём вина Фатмагюль?», где Берен так же сыграла главную героиню. Данный телесериал поднимает социальную проблему женщин в Турции и рассказывает о простой сельской девушке Фатмагюль, ставшей жертвой изнасилования.
Берен также снялась в рекламах Tofita, Rexona, Patos.
В конце сентября 2012 года на экраны вышла драма иранского режиссёра Бахмана Гобади «Сезон носорогов», где Берен сыграла совместно с Моникой Беллучи. 
В 2013 GQ Turkey наградил Берен Саат титулом «Женщина года».
С 2013 года Берен играла главную роль в турецкой версии американского сериала «Месть». Дуэт актрисе составил известный турецкий актёр Мерт Фырат. 
С декабря 2015 по июнь 2016 года Берен исполняла главную роль в сериале «Великолепный век. Империя Кёсем». В августе 2016 года Берен официально подтвердила свой уход из сериала, сказав: «Все новости, которые вышли, это правда. Нургюль Ешилчай сыграет главную роль вместо меня, а я покидаю проект». Основной причиной расторжения контракта с TIMS, по словам Берен, стало её желание как можно скорее стать матерью. 
В 2019—2021 годах Берен играла главную роль в сериале от Netflix — «Дар». Съёмки проходили в Гёбекли-Тепе.
В 2023 году вышел фильм от Netflix — «Заканчивается посадка на рейс в Стамбул». Берен Саат и Кыванч Татлытуг вновь сыграли главные роли.

## Личная жизнь
По признанию самой Берен в начале 2010-х, в её жизни была лишь одна большая любовь — её парень Эфе, с которым она встречалась три года, он и подтолкнул её к карьере актрисы. Однако молодой человек скончался в больнице после аварии в 2004 году. 
С 2007 по 2009 год состояла в фактическом браке с актёром Бюлентом Иналом. 
После разрыва с Иналом, у Берен 2 года был роман с режиссёром Левентом Семерджи, но пара рассталась во время съёмок сериала «В чём вина Фатмагуль?», что вызвало массу слухов о её возможном романе с коллегой по этому же сериалу Энгином Акьюреком. Слухи так и не оправдались, так же как и прежние домыслы журналистов о её отношениях с Кыванчем Татлытугом — исполнителем главной роли в их совместном телесериале «Запретная любовь». 
29 июля 2014 года в Лос-Анджелесе Берен Саат вышла замуж за известного турецкого певца Кенана Догулу. 
Детей у актрисы нет.

## Фильмография
| Год       |     | Русское название                        | Оригинальное название  | Роль                    |
| --------- | --- | --------------------------------------- | ---------------------- | ----------------------- |
| 2024      | ф   | Секретный шкаф                          | gizli dolap            | Ренгин Долап            |
| 2022      | ф   | Заканчивается посадка на рейс в Стамбул | Last Call For İstanbul | Серин                   |
| 2020      | док | Ночь на Земле                           | Night on Earth         | диктор                  |
| 2019—2021 | с   | Дар                                     | Atiye                  | Атие Озгюрсой           |
| 2018      | кор | Неприятности в раю                      | Isimsiz koy            | Арья                    |
| 2018      | мф  | Гринпис                                 | Green peace            | Озвучка мультфильма     |
| 2016      | с   | Великолепный век. Империя Кёсем         | Muhteşem Yüzyıl: Kösem | Махпейкер Кёсем-султан  |
| 2015      | мф  | Миньоны                                 | Minyon                 | Скарлет (озвучка)       |
| 2014      | кор | Кукла                                   | Bebek                  | Кукла                   |
| 2013      | ф   | Мой мир                                 | Benim Dunyam           | Эла Байындыр            |
| 2013—2014 | с   | Месть                                   | Intikam                | Ягмур Озден/Дерин Челик |
| 2012      | мф  | Храбрая сердцем                         | Сesur Kalbim           | Мерида (озвучка)        |
| 2012      | ф   | Сезон носорогов                         | Fasle kargadan         | Бусе                    |
| 2010—2012 | с   | В чём вина Фатмагюль?                   | Fatmagul'un Sucu Ne?   | Фатмагюль Кетенджи      |
| 2010      | мф  | История игрушек 3                       | Oyuncular Hikayesi 3   | Барби (озвучка)         |
| 2009      | ф   | Крылья в ночи                           | Gecenin Kanatları      | Гедже                   |
| 2008—2010 | с   | Запретная любовь                        | Ask-i memnu            | Бихтер Йёреоглу         |
| 2008      | ф   | Боль осени                              | Güz Sancısı            | Елена                   |
| 2006—2008 | с   | Запомни любимый                         | Hatırla Sevgili        | Ясемин Унсаль           |
| 2005—2006 | с   | Любовь и ненависть                      | Aşka Sürgün            | Зилан Шахвар/Ферие      |
| 2004      | с   | В нашей любви есть погибель             | Aşkımızda Ölüm Var     | Нермин                  |

## Рекламные ролики
1. 2004—2005 Tofita
2. 2010—2011 Patos
3. 2010—2011 Rexona
4. 2013—2014 Duru
5. 2015—2016 Arçelik

## Награды и номинации
| Награды и номинации | Награды и номинации                      | Награды и номинации                             | Награды и номинации             | Награды и номинации |
| Год                 | Награда                                  | Категория                                       | Фильм/Сериал                    | Итог                |
| ------------------- | ---------------------------------------- | ----------------------------------------------- | ------------------------------- | ------------------- |
| 2008                | Премия «Золотой тюльпан»                 | Лучшая актриса сериала                          | Запомни любимый                 | Победа              |
| 2009                | Ассоциация Кабаташа                      | Лучшая женская роль                             | Боль осени                      | Победа              |
| 2009                | Технический университет Йылдыз           | Самая знаменитая актриса                        | Запретная любовь                | Победа              |
| 2009                | Бейкентский университет                  | Лучшая актриса года                             | Запретная любовь                | Победа              |
| 2010                | Кинофестиваль «Бурда»                    | Молодая актриса                                 | Крылья в ночи                   | Победа              |
| 2010                | Премия Elle Style                        | Стильная актриса                                |                                 | Победа              |
| 2010                | Газета «Аяклы»                           | Лучшая драматическая актриса                    | Запретная любовь                | Победа              |
| 2010                | Турецкий языковой журнал                 | Лучшая актриса года в телесериале               | Запретная любовь                | Победа              |
| 2010                | Kadir Has Üniversitesi                   | Yılın En İyi Kadın Oyuncusu                     | Запретная любовь                | Победа              |
| 2010                | Galatasaray Üniversitesi                 | Yılın En İyi Kadın Dizi Oyuncusu                | Запретная любовь                | Победа              |
| 2010                | Marmara Üniversitesi                     | Dizi Oyuncusu (Kadın)                           | Запретная любовь                | Победа              |
| 2011                | Yıldız Teknik Üniversitesi               | En Beğenilen Kadın Dizi Oyuncusu                | В чём вина Фатьмагюль?          | Победа              |
| 2011                | Doğuş Üniversitesi                       | En İyi Kadın Oyuncu                             | В чём вина Фатьмагюль?          | Победа              |
| 2011                | Reklamcılar Derneği                      | En İyi Kadın Dizi Oyuncusu                      | В чём вина Фатьмагюль?          | Победа              |
| 2011                | 2. Quality Magazin Ödülleri              | En İyi Kadın Oyuncu                             | В чём вина Фатьмагюль?          | Победа              |
| 2011                | Esenler Belediyesi                       | Yılın En İyi Kadın Dizi Oyuncusu                | В чём вина Фатьмагюль?          | Победа              |
| 2011                | Dumlupınar Üniversitesi                  | En İyi Kadın Oyuncu                             | В чём вина Фатьмагюль?          | Победа              |
| 2012                | Kadir Has Üniversitesi                   | En Beğenilen Kadın Dizi Oyuncusu                | В чём вина Фатьмагюль?          | Победа              |
| 2012                | Ayaklı Gazete                            | Yılın En İyi Drama Kadın Oyuncusu               | В чём вина Фатьмагюль?          | Победа              |
| 2012                | Лицей Хайдарпаша                         | Zirvedeki Oyuncu(Kadın)                         | В чём вина Фатьмагюль?          | Победа              |
| 2012                | 11. ROTABEST Ödülleri                    | En İyi Kadın Dizi Oyuncusu                      | В чём вина Фатьмагюль?          | Победа              |
| 2012                | Seoul International Drama Awards         | En İyi Kadın Dizi Oyuncusu                      | В чём вина Фатьмагюль?          | Номинация           |
| 2012                | 25. Uluslararası Tüketici Zirvesi        | En İyi Kadın Oyuncu                             | В чём вина Фатьмагюль?          | Победа              |
| 2012                | Şişli Meslek Yüksekokulu                 | En İyi Kadın Oyuncu                             | В чём вина Фатьмагюль?          | Победа              |
| 2013                | TUROB                                    | Teşekkür Ödülü                                  | Запретная любовь                | Победа              |
| 2013                | Bilkent Üniversitesi                     | En İyi Kadın Oyuncu                             | В чём вина Фатьмагюль?          | Победа              |
| 2013                | GQ Dergisi Yılın Erkekleri Özel Ödülü    | Yılın Kadını                                    |                                 | Победа              |
| 2014                | Milliyet Sanat Dergisi                   | En İyi Kadın Oyuncu                             | Мой мир                         | Победа              |
| 2014                | Yıldız Teknik Üniversitesi               | En İyi Sinema Kadın Oyuncu                      | Мой мир                         | Победа              |
| 2014                | İstanbul Teknik Üniversitesi             | Yılın En Başarılı Kadın Oyuncusu                | Мой мир                         | Победа              |
| 2014                | Siyaset Dergisi Ödülleri                 | Yılın TV Kadın Oyuncusu                         | Месть                           | Номинация           |
| 2014                | Siyaset Dergisi Ödülleri                 | Yılın Sinema Kadın Oyuncusu                     | Мой мир                         | Победа              |
| 2014                | Ayaklı Gazete                            | Yılın En İyi Drama Kadın Oyuncusu               | İntikam                         | Номинация           |
| 2014                | Premio Apes                              | En İyi Drama Kadın Oyuncusu                     | В чём вина Фатьмагюль?          | Победа              |
| 2015                | Elele Avon Kadın Ödülleri                | Sosyal Sorumluluk                               |                                 | Номинация           |
| 2015                | Haliç Üniversitesi Yılın Enleri          | En iyi reklam filmi (Kenan Doğulu ile birlikte) | Реклама Арчелик                 | Победа              |
| 2016                | 6.Ayaklı Gazete Ödülleri                 | En İyi Dönem Dizisi Kadın Oyuncusu              | Великолепный век. Империя Кёсем | Номинация           |
| 2016                | Ege Üniversitesi 5.Sosyal Medya Ödülleri | En iyi kadın oyuncu                             | Великолепный век. Империя Кёсем | Номинация           |
| 2016                | moonlife ödülleri                        | En iyi kadın oyuncu                             | Великолепный век. Империя Кёсем | Номинация           |
| 2016                | 16.Murexdor Ödülleri                     | En iyi kadın oyuncu                             | Великолепный век. Империя Кёсем | Победа              |
| 2020                | Yıldız Teknik Üniversitesi               | Onur ödülü                                      | Награда чести                   | Победа              |